# Csongphjong
Csongphjong (hangul: 정평군, Csongphjong-kun, handzsa: 定平郡, RR: Chŏngp'yŏng-kun) megye Észak-Koreában, Dél-Hamgjong (Hamgyŏng) tartományban. 983-ban alapították, Cshondzsongmanhobu (천정만호부; 千丁萬戶府, Ch'ŏnjŏngmanhobu) néven. 1413-ban nyerte el mai nevét. 1895-ben emelték megyei rangra.

## Földrajza
Északról Hamdzsu (Hamju), nyugatról Jodok (Yodŏk), Dél-Phjongan (P'yŏngan) tartománybeli Tehung (Taehŭng), délről Kumja (Kŭmya), keletről a Japán-tenger (Keleti-tenger) határolja.
Legmagasabb pontja az 1746 méter magas Szaszuszan (사수산; 泗水山, Sasusan).

## Közigazgatása
1 községből (up (ŭp)), 42 faluból (ri (ri)) és 2 munkásnegyedből (rodongdzsagu (rodongjagu)) áll:
| - Csongphjong-up (정평읍; 定平邑, Chŏngp'yŏng-ŭp) - Sinszang-rodongdzsagu (신상로동자구; 新上勞動者區, Sinsang-rodongjagu) - Jonghung-rodongdzsagu (용흥로동자구; 用興勞動者區, Yonghŭng-rodongjagu) - Kojang-ri (고양리; 高陽里, Koyang-ri) - Kvanphjong-ri (관평리; 館坪里, Kwanp'yŏng-ri) - Kvanghung-ri (광흥리; 光興里, Kwanghŭng-ri) - Kuup-ri (구읍리; 舊邑里, Kuŭp-ri) - Kucshang-ri (구창리; 舊倉里, Kuch'ang-ri) - Kiszan-ri (기산리; 岐山里, Kisan-ri) - Namcshang-ri (남창리; 南昌里, Namch'ang-ri) - Nedong-ri (내동리; 内洞里, Naedong-ri) - Taho-ri (다호리; 多湖里, Taho-ri) - Tokszan-ri (독산리; 獨山里, Toksan-ri) - Tongcshon-ri (동천리; 東川里, Tongch'ŏn-ri) - Tongha-ri (동하리; 東下里, Tongha-ri) - Tongho-ri (동호리; 東湖里, Tongho-ri) - Rjulszong-ri (률성리; 栗城里, Ryulsŏng-ri) - Munbong-ri (문봉리; 文峯里, Munbong-ri) - Muncshang-ri (문창리; 文昌里, Munch'ang-ri) - Munhung-ri (문흥리; 文興里, Munhŭng-ri) - Pokhung-ri (복흥리; 復興里, Pokhŭng-ri) - Pongde-ri (봉대리; 鳳坮里, Pongdae-ri) - Puphjong-ri (부평리; 富坪里, Pup'yŏng-ri) | - Szaszu-ri (사수리; 泗洙里, Sasu-ri) - Szamdo-ri (삼도리; 三島里, Samdo-ri) - Szogjong-ri (서경리; 西京里, Sŏgyŏng-ri) - Szondok-ri (선덕리; 宣德里, Sŏndŏk-ri) - Sinszong-ri (신성리; 新成里, Sinsŏng-ri) - Sincshon-ri (신천리; 新川里, Sinch'ŏn-ri) - Sinphjong-ri (신평리; 新坪里, Sinp'yŏng-ri) - Sinphung-ri (신풍리; 新豊里, Sinp'ung-ri) - Csangdong-ri (장동리; 長洞里, Changdong-ri) - Csangcshon-ri (장천리; 長川里, Changch'ŏn-ri) - Csanghung-ri (장흥리; 長興里, Changhŭng-ri) - Csojang-ri (조양리; 朝陽里, Choyang-ri) - Csungphjong-ri (중평리; 仲坪里, Chungp'yŏng-ri) - Cshangsin-ri (창신리; 倉新里, Ch'angsin-ri) - Cshovon-ri (초원리; 草原里, Ch'owŏn-ri) - Thejang-ri (태양리; 太陽里, T'aeyang-ri) - Phungjang-ri (풍양리; 豊陽里, P'ungyang-ri) - Hanam-ri (하남리; 河南里, Hanam-ri) - Hjangdong-ri (향동리; 香洞里, Hyangdong-ri) - Honam-ri (호남리; 湖南里, Honam-ri) - Hodzsung-ri (호중리; 湖中里, Hojung-ri) - Hvadong-ri (화동리; 禾洞里, Hwadong-ri) |

## Gazdaság
Csongphjong (Chŏngp'yŏng) megye gazdasága mezőgazdaságra, kerámiaiparra, szeszesitalgyártásra épül.

## Oktatás
Csongphjong (Chŏngp'yŏng) megye számos általános és középiskolának ad otthont.

## Egészségügy
A megye számos egészségügyi intézménnyel rendelkezik, köztük 1 megyei és számos helyi kórházzal.

## Közlekedés
A megye közutakon a szomszédos helységek felől közelíthető meg. A megye vasúti kapcsolattal rendelkezik, a Phjongna (P'yŏngra) vasútvonal része.